# Dustin Poirier
Dustin Glenn Poirier (Lafayette, 19 gennaio 1989) è un ex lottatore di arti marziali miste statunitense.
Combatteva nella categoria dei pesi leggeri per l'organizzazione UFC, nella quale è stato campione ad interim nel 2019 e sfidante al titolo nello stesso anno, nel 2021 e nel 2024.

## Carriera nelle arti marziali miste

### Inizi
Poirier debutta come professionista nel maggio 2009 con alcuni tornei in Louisiana combattendo nella divisione dei pesi leggeri; qui inanella una serie di vittorie che lo aiutano ad essere segnalato come un ottimo prospetto.

### World Extreme Cagefighting
Nel 2010, con alle spalle un record personale di 7-0, fa il suo esordio nella prestigiosa organizzazione WEC: l'esordio è tuttavia amaro in quanto si deve arrendere ai punti contro il più esperto Danny Castillo. Si rifà nell'incontro successivo mettendo KO al primo round il marine Zach Micklewright.

### Ultimate Fighting Championship
Nel 2011, con l'acquisto della WEC da parte della UFC, Poirier entra a far parte del roster dell'organizzazione guidata da Dana White e decide di scendere nella divisione dei pesi piuma: qui ha subito una grande possibilità potendo affrontare il veterano della WEC Josh Grispi, che avrebbe dovuto sfidare il campione in carica José Aldo ma quest'ultimo risultò indisponibile causa infortunio. Poirier s'impose ai punti.
Successivamente sconfigge per decisione il britannico Jason Young, che rimpiazzava l'infortunato Rani Yahya; ben più convincente la seguente vittoria per sottomissione contro "lo spaventapasseri" Pablo Garza, uno dei pochi pesi piuma sopra i 180 cm di altezza.
Nel gennaio 2012 viene inserito tra i primi dieci lottatori della sua categoria dal sito Sherdog.com e addirittura un top 5 da MMAWeekly.com; quell'anno avrebbe dovuto affrontare un top fighter come Erik Koch, ma quest'ultimo si infortunò e venne sostituito prima da Ricardo Lamas e poi dal debuttante Max Holloway, che Poirier sconfisse per sottomissione al primo round venendo premiato con il premio Submission of the Night.
In maggio sfidò il forte sudcoreano Jung "The Korean Zombie" Chan-Sung, uno dei primi dieci pesi piuma al mondo, in un incontro che sapeva di sfida per un posto come contendente al titolo di Aldo: Poirier venne tuttavia sconfitto nettamente. Torna alla vittoria nel dicembre 2012 quando sottomette al primo round Jonathan Brookins, vincitore della dodicesima stagione del reality show The Ultimate Fighter.
Nel febbraio affrontò il numero sei di categoria Cub Swanson e venne sconfitto ai punti; lo stesso anno tornò alla vittoria con due ottime prestazioni contro il numero 10 Erik Koch e contro il più abbordabile Diego Brandão.
Nel 2014 sconfigge per KO lo svedese Akira Corassani in un incontro che venne premiato come Fight of the Night; lo stesso anno affrontò l'astro nascente Conor McGregor, venendo sconfitto al primo round; in seguito a tale sconfitta Poirier prese la decisione di salire nella divisione dei pesi leggeri.

#### Passaggio ai pesi leggeri
Al suo primo incontro nella nuova divisione affrontò il brasiliano Carlos Diego Ferreira riuscendo a sconfiggerlo per KO alla prima ripresa ottenendo anche il premio Performance of the Night; a maggio ottiene la sua seconda vittoria nei pesi leggeri sconfiggendo per KO tecnico Yancy Medeiros al primo round, anch'essa premiata come Performance of the Night.
A ottobre avrebbe dovuto affrontare l'irlandese Joseph Duffy ma a soli tre giorni dall'evento Duffy subì una leggera commozione cerebrale durante una sessione di sparring causando la cancellazione dell'incontro; successivamente la UFC decise di spostare l'incontro a UFC 195, che Poirier vinse per decisione unanime.
Il 4 giugno 2016 affrontò Bobby Green a UFC 199 vincendo l'incontro per KO tecnico alla prima ripresa; il 17 settembre affrontò Michael Johnson: dopo un minuto e mezzo Poirier tentò una combinazione ma venne colpito al volto con due velocissimi pugni, cadde a terra e venne finalizzato per KO.
Nel 2017 ottiene due importanti vittorie contro il veterano Jim Miller e l'ex campione dei pesi leggeri Anthony Pettis (entrambe premiate come Fight of the Night) inframezzate da un No Contest contro Eddie Alvarez, che provocò l'interruzione dell'incontro dopo aver colpito Poirier con una ginocchiata alla testa mentre era a terra.
Nel 2018 continua la striscia positiva con altre due vittorie contro Justin Gaethje e nel rematch contro Alvarez (Fight of the Night e Performance of the Night).

#### Campione dei pesi leggeri UFC ad interim e incontro per il titolo
Il 13 aprile 2019 affronta per la seconda volta Max Holloway (al quale aveva inflitto la prima sconfitta in carriera al debutto in UFC nel 2012) con in palio il titolo ad interim dei pesi leggeri: al termine di cinque riprese serratissime, con entrambi gli atleti seriamente feriti e sanguinanti, Poirier viene proclamato vincitore per decisione unanime e l'incontro venne più tardi giudicato Fight of the Night.
Il 7 settembre dello stesso anno Poirier affronta il campione indiscusso Khabib Nurmagomedov per unificare i titoli dei pesi leggeri, ma viene sconfitto per sottomissione al terzo round.
Il 27 giugno 2020 torna a vincere contro il neozelandese Dan Hooker per decisione unanime all'evento UFC on ESPN: Poirer vs. Hooker mentre il 24 gennaio 2021 vendica la sconfitta subita nel 2014 contro Conor McGregor, infliggendo all'ex campione irlandese la prima sconfitta per KO in carriera all'evento UFC 257: Poirier vs. McGregor 2. I due si affrontano nuovamente il 10 luglio dello stesso anno per concludere la trilogia nell'evento UFC 264: Poirier vs. McGregor 3. Anche questa volta Conor perde il match alla fine del primo round a causa di uno stop medico avvenuto in seguito alla frattura della tibia dell'irlandese, che lo ha reso impossibilitato a continuare l'incontro.
Torna a combattere l'11 dicembre 2021 a UFC 269 in un incontro valevole per il titolo dei pesi leggeri contro il campione Charles Oliveira: anche questa volta Poirier non riesce a vincere la cintura, rimanendo vittima della standing rear-naked choke di Oliveira poco dopo l'inizio del terzo round.
Il 12 novembre 2022 torna nell’ottagono per sfidare Michael Chandler, riuscendo a vincere con una sottomissione nella prima metà del terzo round. Il 30 luglio 2023 subisce invece una sconfitta contro Justin Gaethje in un match valido per il titolo BMF. Nel marzo 2024 torna al successo battendo per KO il francese Benoit Saint Denis, risultato che gli vale un’opportunità titolata contro Islam Makhachev a giugno dello stesso anno. Tuttavia, in quell’incontro viene sconfitto ancora una volta per sottomissione. Il 18 luglio 2025, nella sua Louisiana, annuncia il ritiro dopo la sconfitta per decisione unanime contro Max Holloway.

## Risultati nelle arti marziali miste
| Risultato  | Record    | Avversario          | Metodo                                    | Evento                                    | Data              | Round | Tempo | Città                                     | Note                                                                             |
| ---------- | --------- | ------------------- | ----------------------------------------- | ----------------------------------------- | ----------------- | ----- | ----- | ----------------------------------------- | -------------------------------------------------------------------------------- |
| Sconfitta  | 30-10 (1) | Max Holloway        | Decisione (unanime)                       | UFC 318                                   | 19 luglio 2025    | 5     | 5:00  | Louisiana, Stati Uniti                    | Per il titolo "BMF" UFC                                                          |
| Sconfitta  | 30-9 (1)  | Islam Machačev      | Sottomissione (d’arce choke)              | UFC 302                                   | 1 giugno 2024     | 5     | 2:42  | New York, Stati Uniti                     | Per il titolo dei pesi leggeri UFC. Fight of the Night                           |
| Vittoria   | 30-8 (1)  | Benoît Saint Denis  | KO (pugni)                                | UFC 299                                   | 9 marzo 2024      | 2     | 2:32  | Miami, Stati Uniti                        | Fight of the Night                                                               |
| Sconfitta  | 29-8 (1)  | Justin Gaethje      | KO (calcio alla testa)                    | UFC 291                                   | 29 luglio 2023    | 2     | 1:00  | Salt Lake City, Stati Uniti               | Per il titolo "BMF" UFC                                                          |
| Vittoria   | 29-7 (1)  | Michael Chandler    | Sottomissione (rear-naked choke)          | UFC 281                                   | 12 novembre 2022  | 3     | 2:00  | New York, Stati Uniti                     | Fight of the Night                                                               |
| Sconfitta  | 28-7 (1)  | Charles Oliveira    | Sottomissione (standing rear-naked choke) | UFC 269: Oliveira vs. Porier              | 11 dicembre 2021  | 3     | 1:02  | Las Vegas, Stati Uniti                    | Per il titolo dei pesi leggeri UFC                                               |
| Vittoria   | 28-6 (1)  | Conor McGregor      | KO Tecnico (stop medico)                  | UFC 264: Poirier vs. McGregor 3           | 10 luglio 2021    | 1     | 5:00  | Las Vegas, Stati Uniti                    |                                                                                  |
| Vittoria   | 27-6 (1)  | Conor McGregor      | KO Tecnico (pugni)                        | UFC 257: Poirier vs. McGregor 2           | 24 gennaio 2021   | 2     | 2:32  | Isola Yas, Abu Dhabi, Emirati Arabi Uniti | Performance of the Night                                                         |
| Vittoria   | 26-6 (1)  | Dan Hooker          | Decisione (unanime)                       | UFC on ESPN: Poirier vs. Hooker           | 27 giugno 2020    | 5     | 5:00  | Las Vegas, Stati Uniti                    | Fight of the Night                                                               |
| Sconfitta  | 25–6 (1)  | Khabib Nurmagomedov | Sottomissione (rear-naked choke)          | UFC 242: Khabib vs. Poirier               | 7 settembre 2019  | 3     | 2:06  | Abu Dhabi, Emirati Arabi Uniti            | Per il titolo dei pesi leggeri UFC                                               |
| Vittoria   | 25-5 (1)  | Max Holloway        | Decisione (Unanime)                       | UFC 236: Holloway vs. Poirier 2           | 13 aprile 2019    | 5     | 5:00  | Atlanta, Stati Uniti                      | Vince il titolo dei pesi leggeri UFC ad interim. Fight of the Night              |
| Vittoria   | 24-5 (1)  | Eddie Alvarez       | KO Tecnico (pugni)                        | UFC on Fox: Alvarez vs. Poirier 2         | 28 luglio 2018    | 2     | 4:05  | Calgary (Alberta), Stati Uniti            | Performance of the Night                                                         |
| Vittoria   | 23-5 (1)  | Justin Gaethje      | KO Tecnico (pugni)                        | UFC on Fox: Poirier vs. Gaethje           | 14 aprile 2018    | 4     | 0:33  | Glendale, Stati Uniti                     | Fight of the Night                                                               |
| Vittoria   | 22-5 (1)  | Anthony Pettis      | KO Tecnico (infortunio alle costole)      | UFC Fight Night: Poirier vs. Pettis       | 11 novembre 2017  | 3     | 2:08  | Norfolk, Stati Uniti                      | Fight of the Night                                                               |
| No Contest | 21-5 (1)  | Eddie Alvarez       | No-Contest (ginocchiate illegali)         | UFC 211: Miocic vs. dos Santos 2          | 13 maggio 2017    | 2     | 4:12  | Dallas, Stati Uniti                       | Alvarez colpì Poirier con delle ginocchiate alla testa mentre questi era a terra |
| Vittoria   | 21-5      | Jim Miller          | Decisione non unanime (maggioritaria)     | UFC 208: Holm vs. de Randamie             | 11 febbraio 2017  | 3     | 5:00  | Brooklyn, Stati Uniti                     | Fight of the Night                                                               |
| Sconfitta  | 20-5      | Michael Johnson     | KO (pugni)                                | UFC Fight Night: Poirier vs. Johnson      | 17 settembre 2016 | 1     | 1:35  | Hidalgo, Stati Uniti                      |                                                                                  |
| Vittoria   | 20-4      | Bobby Green         | KO (pugni)                                | UFC 199: Rockhold vs. Bisping 2           | 4 giugno 2016     | 1     | 2:53  | Inglewood, Stati Uniti                    |                                                                                  |
| Vittoria   | 19-4      | Joseph Duffy        | Decisione (unanime)                       | UFC 195: Lawler vs. Condit                | 2 gennaio 2016    | 3     | 5:00  | Las Vegas, Stati Uniti                    |                                                                                  |
| Vittoria   | 18-4      | Yancy Medeiros      | KO Tecnico (calcio al corpo e pugni)      | UFC Fight Night: Boetsch vs. Henderson    | 6 giugno 2015     | 1     | 2:38  | New Orleans, Stati Uniti                  | Incontro catchweight (159 lb). Medeiros mancò il peso. Performance of the Night  |
| Vittoria   | 17-4      | Diego Ferreira      | KO (pugni)                                | UFC Fight Night: Mendes vs. Lamas         | 4 aprile 2015     | 1     | 3:45  | Fairfax, Stati Uniti                      | Passa ai pesi leggeri. Performance of the Night                                  |
| Sconfitta  | 16-4      | Conor McGregor      | KO Tecnico (pugni)                        | UFC 178: Johnson vs Cariaso               | 27 settembre 2014 | 1     | 1:46  | Las Vegas, Stati Uniti                    |                                                                                  |
| Vittoria   | 16-3      | Akira Corassani     | KO Tecnico (pugni)                        | UFC Fight Night: Bisping vs. Kennedy      | 16 aprile 2014    | 2     | 0:42  | Québec, Canada                            | Fight of the Night                                                               |
| Vittoria   | 15-3      | Diego Brandão       | KO Tecnico (pugni)                        | UFC 168: Weidman vs. Silva 2              | 28 dicembre 2013  | 1     | 4:54  | Las Vegas, Stati Uniti                    | Incontro catchweight (151,5 lb). Brandao mancò il peso                           |
| Vittoria   | 14-3      | Erik Koch           | Decision (unanime)                        | UFC 164: Henderson vs. Pettis             | 31 agosto 2013    | 3     | 5:00  | Milwaukee, Stati Uniti                    |                                                                                  |
| Sconfitta  | 13-3      | Cub Swanson         | Decisione (unanime)                       | UFC on Fuel TV: Barão vs. McDonald        | 16 febbraio 2013  | 3     | 5:00  | Londra, Regno Unito                       |                                                                                  |
| Vittoria   | 13-2      | Jonathan Brookins   | Sottomissione (D'Arce choke)              | The Ultimate Fighter 16 Finale            | 1º dicembre 2012  | 1     | 4:15  | Las Vegas, Stati Uniti                    |                                                                                  |
| Sconfitta  | 12-2      | Jung Chan-Sung      | Sottomissione tecnica (D'Arce choke)      | UFC on Fuel TV: Korean Zombie vs. Poirier | 15 maggio 2012    | 4     | 1:07  | Fairfax, Stati Uniti                      | Fight of the Night                                                               |
| Vittoria   | 12-1      | Max Holloway        | Sottomissione (armbar triangolare)        | UFC 143: Diaz vs. Condit                  | 4 febbraio 2012   | 1     | 3:23  | Las Vegas, Stati Uniti                    | Submission of the Night                                                          |
| Vittoria   | 11–1      | Pablo Garza         | Sottomissione (D'Arce choke)              | UFC on Fox: Velasquez vs. Dos Santos      | 12 novembre 2011  | 2     | 1:32  | Anaheim, Stati Uniti                      |                                                                                  |
| Vittoria   | 10–1      | Jason Young         | Decisione (unanime)                       | UFC 131: Dos Santos vs. Carwin            | 11 giugno 2011    | 3     | 5:00  | Vancouver, Canada                         |                                                                                  |
| Vittoria   | 9–1       | Josh Grispi         | Decisione (unanime)                       | UFC 125: Resolution                       | 1º gennaio 2011   | 3     | 5:00  | Las Vegas, Stati Uniti                    | Debutto in UFC e nei pesi piuma                                                  |
| Vittoria   | 8–1       | Zach Micklewright   | KO Tecnico (pugni)                        | WEC 52: Faber vs. Mizugaki                | 11 novembre 2010  | 1     | 0:53  | Las Vegas, Stati Uniti                    |                                                                                  |
| Sconfitta  | 7–1       | Danny Castillo      | Decisione (unanime)                       | WEC 50: Cruz vs. Benavidez 2              | 18 agosto 2010    | 1     | 0:57  | Las Vegas, Stati Uniti                    | Debutto in WEC                                                                   |
| Vittoria   | 7–0       | Derek Gauthier      | KO (pugno)                                | Ringside MMA: No Escape                   | 18 giugno 2010    | 1     | 0:57  | Montréal, Canada                          |                                                                                  |
| Vittoria   | 6–0       | Derek Krantz        | Sottomissione (armbar)                    | USA MMA: Night Of Champions 2             | 6 marzo 2010      | 2     | 3:35  | Lafayette, Stati Uniti                    |                                                                                  |
| Vittoria   | 5–0       | Ronnie Lis          | Sottomissione (armbar)                    | USA MMA: Border Wars 2                    | 13 novembre 2009  | 1     | 0:51  | Lake Charles, Stati Uniti                 |                                                                                  |
| Vittoria   | 4–0       | Daniel Watts        | KO (pugni)                                | Bang Fighting Championships               | 31 ottobre 2009   | 1     | 1:26  | Greenville, Stati Uniti                   |                                                                                  |
| Vittoria   | 3–0       | Joe Torrez          | KO Tecnico (pugni)                        | USA MMA 8: Natural Disaster 3             | 1º agosto 2009    | 1     | 2:37  | New Iberia, Stati Uniti                   |                                                                                  |
| Vittoria   | 2–0       | Nate Jolly          | Sottomissione (armbar)                    | Cajun Fighting Championships              | 26 giugno 2009    | 2     | 3:54  | New Iberia, Stati Uniti                   |                                                                                  |
| Vittoria   | 1–0       | Aaron Suarez        | KO (pugni)                                | USA MMA 7: River City Rampage             | 16 maggio 2009    | 1     | 1:19  | Shreveport, Stati Uniti                   |                                                                                  |